# مايكل بارينتي
مايكل جون بارينتي (بالإنجليزية: Michael Parenti)‏ (من مواليد 30 سبتمبر 1933) هو عالم سياسي وناقد ثقافي أمريكي يكتب في مواضيع علمية وشعبية. قام بالتدريس في جامعات أمريكية وعالمية وكان محاضرًا ضيفًا أمام الحرم الجامعي وجماهير المجتمع.

## الحياة الشخصية
نشأ مايكل بارينتي على يد عائلة من الطبقة العاملة الإيطالية الأمريكية في حي إيست هارلم في نيويورك. بعد التخرج من المدرسة الثانوية، عمل بارنتي لعدة سنوات. عند عودته إلى المدرسة، حصل على درجة البكالوريوس من كلية مدينة نيويورك، وعلى ماجستير من جامعة براون، وعلى درجة الدكتوراه في العلوم السياسية من جامعة ييل. بارينتي هو والد كريستيان بارينتي، وهو مؤلف ومساهم في مجلة ذا نيشن.

## النشاط
لسنوات عديدة، درس بارينتي العلوم السياسية والاجتماعية في مختلف مؤسسات التعليم العالي. في النهاية كرس نفسه بدوام كامل للكتابة والخطابة والنشاط السياسي. ألف 23 كتابًا والعديد من المقالات. تمت ترجمة أعماله إلى 18 لغة على الأقل. يحاضر بشكل متكرر في جميع أنحاء الولايات المتحدة وخارجها.
تغطي كتابات بارينتي مجموعة واسعة من المواضيع: السياسة الأميركية, الثقافة, الأيديولوجيا، الاقتصاد السياسي، الإمبريالية، الفاشية، الشيوعية، الاشتراكية الديمقراطية، السوق الحر بالمعتقدات التقليدية، النشاط القضائي المحافظ، الدين، التاريخ القديم، علم التأريخ، والقمع في الأوساط الأكاديمية، وسائل الإعلام الإخبارية والترفيهية، التكنولوجيا، البيئة، التمييز على أساس الجنس، العنصرية، فنزويلا، الحروب في العراق ويوغوسلافيا، العرق.
كتابه المؤثر الديمقراطية للقلة الآن في طبعته التاسعة، هو تحليل نقدي للمجتمع والاقتصاد والمؤسسات السياسية في الولايات المتحدة. في السنوات الأخيرة تناول مواضيع مثل الإمبراطوريات: الماضي والحاضر، التدخل الأمريكي: حالة العراق، العرق والجنس والسلطة الطبقية، الأيديولوجيا والتاريخ، الإطاحة بالشيوعية و الإرهاب والعولمة.
في عام 1974 ، ترشح بارنتي في ولاية فيرمونت على قائمة حزب حزب اتحاد الحرية الاشتراكي الديمقراطي للكونغرس الأمريكي وحصل على 7 ٪ من الأصوات.
خدم لمدة 12 عامًا كقاضٍ في مشاريع خاضعة للرقابة. كما أنه عضو في المجالس الاستشارية لشبكة السياسة التقدمية المستقلة و تعليم بلا حدود بالإضافة إلى مجالس التحرير الاستشارية للعلوم السياسية الجديدة والطبيعة, المجتمع والفكر.

## المؤلفات
- الدافع المناهض للشيوعية ، 1970.
- الاتجاهات والمآسي في السياسة الخارجية الأمريكية ، 1971.
- المواقف السياسية والعرقية ، 1975.
- ديمقراطية للقلة ، 1974.
- القوة والضعفاء ، 1978.
- ابتكار الواقع: سياسة وسائل الإعلام ، 1986.
- السيف والدولار: الإمبريالية والثورة وسباق التسلح ، 1989.
- الإعلام الوهمي: سياسة الترفيه ، 1992.
- أرض الأصنام: الأساطير السياسية في أمريكا ، 1993.
- ضد الإمبراطورية. سان فرانسيسكو ، 1995.
- حقائق قذرة ، 1996.
- القمصان السوداء والحمراء: الفاشية العقلانية والإطاحة بالشيوعية ، 1997.
- أمريكا محاصرة ، 1998.
- التاريخ مثل الغموض ، 1999.
- لقتل أمة: الهجوم على يوغوسلافيا ، 2002.
- فخ الإرهاب: 11 سبتمبر وما بعدها ، 2002.
- اغتيال يوليوس قيصر: تاريخ الشعب في روما القديمة 2003.
- حب الوطن الفائق ، 2004.
- النضال الثقافي 2006.
- مفاهيم معاكسة ، 2007.
- الله وشياطينه ، 2010.
- نموذج وجه الإمبريالية ، 2011.
- في انتظار الأمس: صفحات من حياة طفل الشارع ، 2013.
- علم أمراض الربح ومخالفات أخرى ، 2015.

## الروابط الخارجية
- الموقع الرسمي.